# جيف شوه
جيف شوه (بالإنجليزية: Jeff Schuh)‏ هو لاعب كرة قدم أمريكية أمريكي، ولد في 22 مايو 1958.